# Флаг Шугозёрского сельского поселения
Флаг муниципального образования Шугозёрское сельское поселение Тихвинского муниципального района Ленинградской области Российской Федерации — опознавательно-правовой знак, служащий официальным символом муниципального образования.
Флаг утверждён 28 января 2011 года и внесён в Государственный геральдический регистр Российской Федерации с присвоением регистрационного номера 6681.

## Описание флага
«Флаг муниципального образования Шугозёрское сельское поселение Тихвинского муниципального района Ленинградской области представляет собой прямоугольное полотнище с отношением ширины флага к длине — 2:3, воспроизводящее композицию герба муниципального образования Шугозёрское сельское поселение Тихвинского муниципального района Ленинградской области в белом, чёрном, голубом и красном цветах».
Геральдическое описание герба гласит: «В поле, сложенном из серебряных плоских камней лазоревый (синий, голубой) ромб, обременённый серебряной кадью, сопровождаемый по сторонам двумя выходящими с боков и соприкасающиеся вершинами с углами ромба лазоревыми пирамидами, каждая из которых обременена серебряной рыбой, выгнутой к ромбу, вверху и внизу — червлёными (красными) разнонаправленными топорами, каждый из которых положен в пояс лезвиями к ромбу».

## Обоснование символики
Топоним Шугозеро, по одной из версий, финно-угорского происхождения: «suh» — «шуга», и означает мелкий битый лёд, мелкий лёд на поверхности воды весной, во время таяния льда на реках и озёрах.
Символы флага означают развитые в старину промыслы:
Поле, сложенное из белых плоских камней, символизирует добычу глины на Явосьме;
Белая кадь символизирует бондарный промысел.
Красные топоры — символизирую лесные промыслы, распространённые на протяжении веков в Шугозерье, изготовление предметов из дерева и даже название выходившей некогда газеты Капшинского района — «Колхозник-лесоруб» (красные топоры). Шугозеро с 1927 по 1963 годов было районным центром Капшинского района Ленинградской области.
Белые рыбы символизируют рыбную ловлю.
Две выходящие голубые пирамиды и голубой ромб символизируют три озера: Большое, Среднее и Малое. Также по форме фигуры напоминают кристаллы льда — указание на топоним Шугозеро (с другой стороны, как впрочем и поле, сложенное из белых плоских камней — льдинок).
Белый цвет (серебро) — чистота помыслов, правдивость, невинность, благородство, откровенность, непорочность, надежда.
Голубой цвет (лазурь) — символ красоты, любви, мира и возвышенных устремлений.
Красный цвет — символ труда, жизнеутверждающей силы, мужества, самоотверженности, праздника, красоты, солнца и тепла.